# Veronica Czitrom
Verónica A. Czitrom (también citada como Anne Veronica Czitrom o Verónica Czitróm de Gerez) es una estadística mexicano-estadounidense conocida por sus aplicaciones de la estadística al control de calidad de la fabricación de semiconductores.

## Biografía
Nacida en la Ciudad de México, se graduó de la Universidad de California en Berkeley con una licenciatura en física, y más tarde una maestría en ingeniería. Se convirtió en profesora de ingeniería de sistemas y aplicaciones en la Universidad Nacional Autónoma de México. Posteriormente, realizó un posgrado en matemáticas y estadística en la Universidad de Texas en Austin. Su tesis doctoral de 1984, Diseños experimentales D-Óptimos y modelos alternativos para mezcla cuadrática con variables de proceso, fue supervisada por Peter William Meredith John.
Después de completar su doctorado, se convirtió en profesora adjunta de estadística en la Universidad de Texas en San Antonio. Se trasladó a Bell Labs en 1990, donde trabajó allí durante dos años en SEMATECH. Después de mudarse a Chartered Semiconductor Manufacturing en Singapur, en 2003 fundó una empresa de consultoría estadística en Singapur, Statistical Training & Consulting.
También se desempeñó como presidenta de la Sección de Calidad y Productividad de la Asociación Estadounidense de Estadística en 2000. Entre sus logros como presidenta se incluye el establecimiento de una beca en honor a Mary Gibbons Natrella, que financia el viaje de estudiantes a la conferencia anual de la sección.
En 1996, fue ganadora del Premio Nacional de Logros de Ingenieros Hispanos por sus contribuciones técnicas en la industria. En 2000, la Asociación Estadounidense de Estadística la honró como miembro de la Asociación Estadounidense de Estadística.

### Libros
Junto con Patrick D. Spagon, es autora del libro Statistical Case Studies for Industrial Process Improvement (Society for Industrial and Applied Mathematics, 1997).
También es autora de cuatro libros de texto en español sobre ingeniería: Circuitos y sistemas electro-mecánicos (en dos volúmenes, con Víctor Gerez Greiser, 1974 y 1975), Introducción al análisis de sistemas e investigación de operaciones (con Victor Gerez Greiser, 1978), y Métodos para la solución de problemas con computadora digital. : problemas y ejemplos (con José Armando Torres Fentanes, 1980).